# Bundesstraße 440
Pour les articles homonymes, voir B440 et Route 440.
La Bundesstraße 440 est une Bundesstraße du Land de Basse-Saxe.

## Géographie
La Bundesstraße 440 mène de Rotenburg (Wümme) à Bad Fallingbostel. Elle commence au croisement avec la B 215, traverse le "Mühlenviertel" de Rotenburg (Wümme), passe Bothel et après environ 20 km traverse le centre-ville de Visselhövede au sud-est. Elle traverse la vallée de la Bomlitz au nord de la commune du même nom. À Dorfmark, elle croise la Landesstraße 163 et rencontre la Bundesautobahn 7 un peu à l'est du village.

## Histoire
Elle se développe à partir d'une ancienne route militaire de Napoléon Bonaparte.

## Source
- (de) Cet article est partiellement ou en totalité issu de l’article de Wikipédia en allemand intitulé « Bundesstraße 440 » (voir la liste des auteurs).

1. ↑  (de) Gert Richter, Deutschland : Kultur- und Naturführer Nord, Bertelsmann Lexikothek Verlag, 1996 (lire en ligne), p. 256